# Aaron Sachs
Aaron Sachs (New York, 1923. július 4. – New York, 2014. június 5.) amerikai szaxofonos, klarinétos.

## Pályafutása
A New Yorkban született fiatal Aaron Sachsot először Benny Goodman vette pártfogásába. Később Earl Hines vezette be bebop dzsessz titkaiba az 1940-es években. Ezután saját zenekarokat alapított, amely eléggé sikeres lett mind felvételeivel, mind turnéival.
1948-ban feleségül vette Helen Merrill énekesnőt. Egyetlen gyermekük (Allan Preston Sachs) 1951-ben született, aki aztán az Alan Merrill néven lett ismert énekes.
Az 1960-as években Aaron Sachs a latin zenéhez fordult. A stílus nagyjaival játszott, köztük Machito-val, Tito Puentével és Tito Rodríguezzel. Aaron Sachs írt egy slágert Tito Rodrigueznek „El Mundo De Las Locas” címmel. A legendás dobos Louis Bellson számára a „Blast off”-ot is ő szerezte. Egy népszerűvé vált dalt írt Henry Gloverrel a Machitonak a twist-őrület idején („Twist Changa”).
Sachs több albumot rögzített Stan Getz-cel, Sarah Vaughannal, Chet Bakerrel, Billie Holiday-el, Red Norvo-val, Gene Krupa-val, Anita O’Day-el, Cozy Cole-lal és sok más jelentős dzsesszelőadóval.

## Albumok
- 1954: Aaron Sachs Sextet
- 1954: We Brought Our Axes
- 1957: Jazzville, Vol. 3
- 1957: Clarinet and Co.